# Souimanga à gorge brune
Anthreptes malacensis
Espèce
Statut de conservation UICN

 LC  : Préoccupation mineure
Le Souimanga à gorge brune (Anthreptes malacensis) est une espèce de passereaux de la famille des Nectariniidae.

## Description
C'est un souimanga relativement grand et lourd avec un bec épais. Certains mesurant 14 centimètres de longueur et ils pèsent de 7,4 à 13,5 g, les mâles étant en moyenne légèrement plus gros que les femelles.
Comme la plupart des souimangas, le mâle est plus coloré que la femelle. Le mâle a un dessus vert iridescent et pourpre avec du beige sur les ailes et les épaules, le ventre est surtout jaune. La femelle est vert olive dessus et jaune dessous.

## Répartition
On le trouve dans un large éventail d'habitats semi-ouverts dans le sud-est de l'Asie, allant de la Birmanie et petites îles de la Sonde jusqu'aux Philippines à l'ouest.

### Sous-espèces
Selon la classification de référence du Congrès ornithologique international (15.1, 2025) il se répartit en 16 sous-espèces :
- A. m. malacensis (Scopoli, 1786) — Indochine, Sumatra, Bornéo, Java et Bali ;
- A. m. anambae Oberholser, 1917 — îles Anambas ;
- A. m. erixanthus Oberholser, 1932 — îles Natuna ;
- A. m. bornensis Riley, 1920 — nord de Bornéo ;
- A. m. mjobergi Bangs & Peters JL, 1927 — Maratua ;
- A. m. paraguae Riley 1920 — Palawan ;
- A. m. heliolusius Oberholser 1923 — Mindanao ;
- A. m. wiglesworthi Hartert, 1902 — archipel de Sulu ;
- A. m. iris Parkes, 1971 — Sibutu ;
- A. m. chlorigaster Sharpe, 1877 — Visayas occidentales ;
- A. m. cagayanensis Mearns, 1905 — Mapun ;
- A. m. heliocalus Oberholser 1923 — îles Sangihe ;
- A. m. celebensis Shelley, 1878 — Célèbes ;
- A. m. extremus Mees, 1966 — îles Banggai et Sula ;
- A. m. convergens Rensch, 1929 — Lombok à Alor ;
- A. m. rubrigena Rensch, 1931 — Sumba.

## Galerie

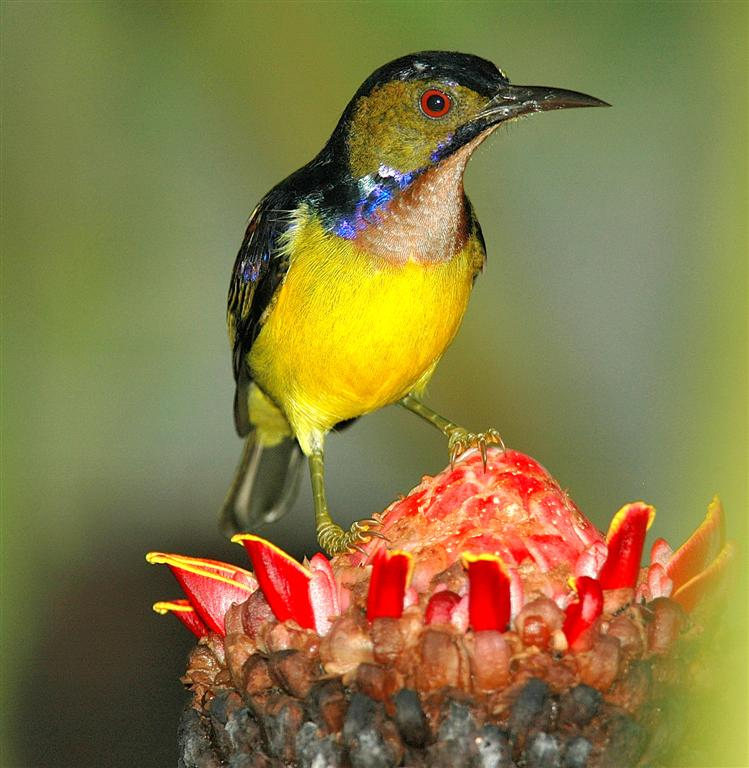
♂
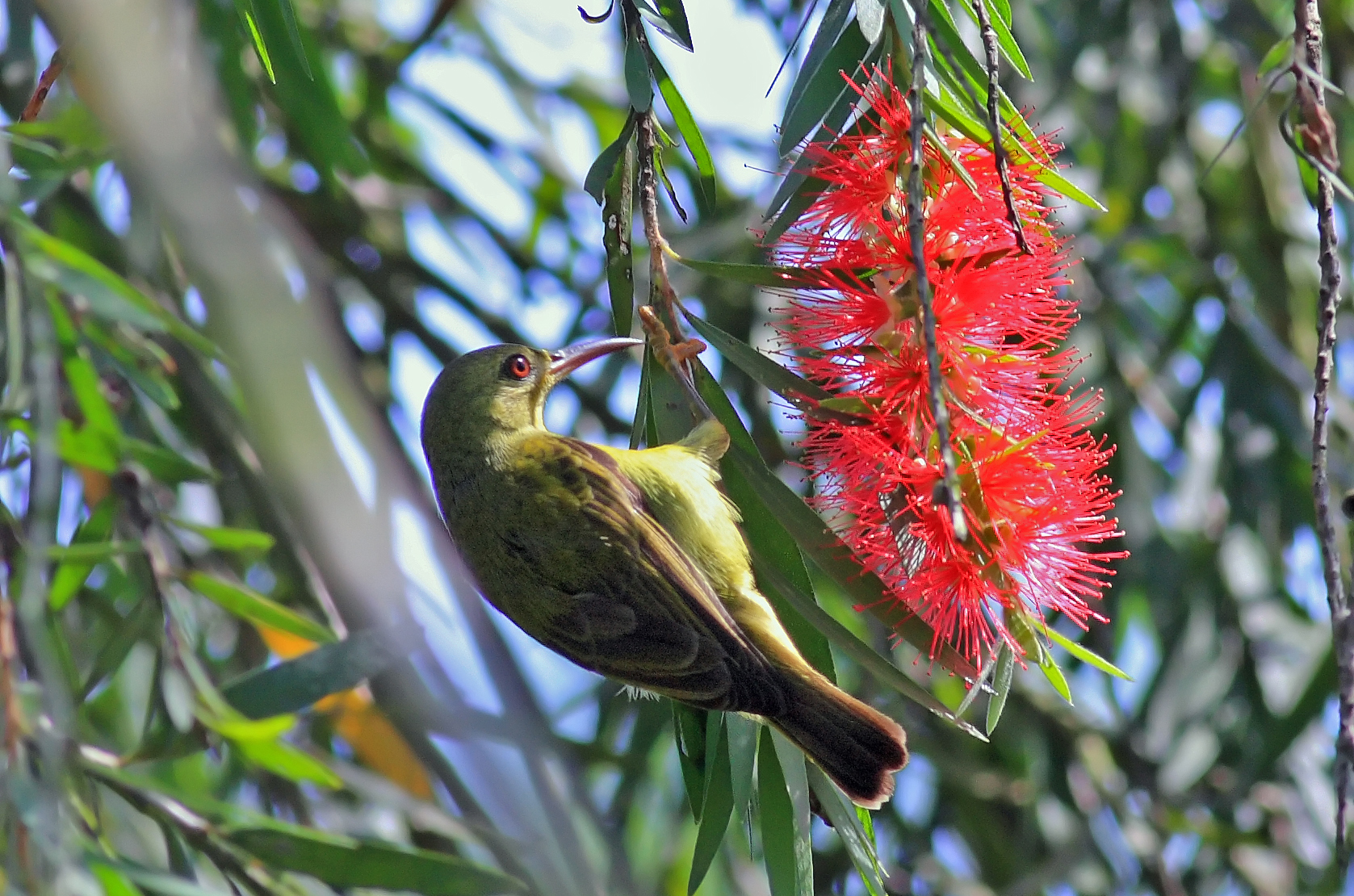
♀